# Communauté de communes du Talmondais
Ne doit pas être confondue avec le Talmondais.
La communauté de communes du Talmondais (CCT) est une ancienne structure intercommunale à fiscalité propre française située dans le département de la Vendée et la région des Pays de la Loire.
Créée le 1er janvier 2003, elle disparaît le 31 décembre 2016 à la suite de la création de la communauté de communes Moutierrois-Talmondais, entité résultant de la fusion de la communauté de communes avec celle du Pays-Moutierrois.

## Composition
Elle comprend les communes suivantes :
| Nom                           | Code Insee | Gentilé         | Superficie (km2) | Population (dernière pop. légale) | Densité (hab./km2) |
| ----------------------------- | ---------- | --------------- | ---------------- | --------------------------------- | ------------------ |
| Talmont-Saint-Hilaire (siège) | 85288      | Talmondais      | 89,53            | 7 363 (2015)                      | 82                 |
| Avrillé                       | 85010      |                 | 25,03            | 1 374 (2015)                      | 55                 |
| Le Bernard                    | 85022      | Bernardais      | 27,37            | 1 215 (2015)                      | 44                 |
| Grosbreuil                    | 85103      | Grosbreuillois  | 36,33            | 2 149 (2015)                      | 59                 |
| Jard-sur-Mer                  | 85114      | Jardais         | 16,57            | 2 642 (2015)                      | 159                |
| Longeville-sur-Mer            | 85127      | Longevillais    | 38,05            | 2 473 (2015)                      | 65                 |
| Poiroux                       | 85179      | Pérusiens       | 25,38            | 1 069 (2015)                      | 42                 |
| Saint-Hilaire-la-Forêt        | 85231      | Saint-Hilairais | 10,88            | 831 (2015)                        | 76                 |
| Saint-Vincent-sur-Jard        | 85278      | Vincentais      | 14,65            | 1 309 (2015)                      | 89                 |

Cela correspond à toutes les communes du canton de Talmont-Saint-Hilaire.
Elle est créée par un arrêté préfectoral du 27 décembre 2002 avec effet au 1er janvier 2003.

## Administration

### Siège
Le siège de la communauté de communes se situe au 35, impasse du Luthier, à Talmont-Saint-Hilaire.

### Présidence
| Période       | Période          | Identité                 | Étiquette | Qualité                                   |
| ------------- | ---------------- | ------------------------ | --------- | ----------------------------------------- |
| Hiver 2003    | 23 avril 2014    | Édouard de La Bassetière | DVD       | Maire de Poiroux (depuis 1983)            |
| 23 avril 2014 | 31 décembre 2016 | Michel Bridonneau        | DVD       | Maire de Longeville-sur-Mer (depuis 2008) |